# Будимир, Анте
А́нте Бу́димир (хорв. Ante Budimir; род. 22 июля 1991, Зеница) — хорватский футболист, нападающий испанского клуба «Осасуна» и сборной Хорватии. Участник двух чемпионатов Европы (2020 и 2024) и чемпионата мира 2022.

## Клубная карьера
В августе 2014 года Будимир присоединился к немецкому клубу «Санкт-Паули» из Второй Бундеслиги, подписав с ним четырёхлетний контракт до 2018 года. «Санкт-Паули» заплатил за игрока 900 тысяч евро. Будимир забил всего 1 гол в 20 матчах в футболке «Санкт-Паули».
1 сентября 2015 года Будимир был отдан в аренду итальянскому клубу «Кротоне», где он провёл один сезон. Его дебют состоялся 7 сентября 2015 года в игре против «Кальяри» (0:4), Анте вышел на 71-й минуте вместо Пьетро Де Джорджио. В марте 2016 года «Кротоне» осуществила опцию покупки игрока в размере 1 миллиона евро. Будимир закончил сезон, как лучший бомбардир «Кротоне» с 16 мячами в 36 матчах серии B.
5 июля 2016 года «Сампдория» выкупила Будимира, игрок заключил контракт до середины 2020 года.
15 января 2019 года Будимир ушёл в аренду в испанский клуб «Мальорка». 3 февраля 2019 года забил свой первый гол за клуб со штрафного в игре против «Алькоркона» (2:0). Летом 2019 года он подписал контракт с клубом на постоянной основе за 2,2 миллиона евро. В сезоне 2019/20 Будимир забил 13 голов, что также позволило ему занять 8-е место среди лучших бомбардиров Ла Лиги в сезоне.
5 октября 2020 года Будимир был отдан в аренду команде «Осасуна» на сезон 2020/21. 7 июня 2021 года «Осасуна» объявила о подписании постоянного контракта с Будимиром после того, как предыдущий сезон он провёл в аренде. Контракт подписан до лета 2025 года. 

## Карьера в сборной
27 августа 2020 года во время предсезонной подготовки Будимир был вызван тренером сборной Хорватии Златко Даличем на сентябрьские матчи Лиги наций против сборных Португалии и Франции. 7 октября 2020 года он дебютировал за национальную команду в товарищеской матче против Швейцарии, отдав результативную передачу на Марио Пашалича. 11 ноября он забил дебютный гол в товарищеской матче в ворота Турции. Он заметно обработал мяч локтем во время продвижения к воротам, что не заметил арбитр Славко Винчич.

## Достижения

### Командные
Сборная Хорватии
- Бронзовый призёр чемпионата мира 2022

### Личные
- Орден Хорватской звезды с ликом Франьо Бучара (15 ноября 2023 года)[14]